# Ya es verano
Ya es verano fue un programa de televisión, producido por Unicorn Content para Telecinco y emitido desde el 30 de julio de 2022 al 25 de septiembre de 2022. El espacio, conducido por Frank Blanco, Verónica Dulanto y Marta González Novo, sustituyó a Viva la vida de Emma García.

## Historia
En junio de 2022 se anunció que Viva la vida acabaría al finalizar la temporada y sería relevado por este nuevo programa presentado por Frank Blanco, Verónica Dulanto, Marta González Novo, en cada una de sus secciones.

## Formato
El programa está dividido en tres bloquesː
- Lo más, presentado por Frank Blanco, donde se hace un repaso por los vídeos más destacados de Internet, así como las últimas tendencias en la red.
- La hora del salseo, presentado por Verónica Dulanto, donde se repasa la última hora de la prensa rosa del país.
- Informados, presentado por Marta González Novo, donde se repasan las últimas noticias nacionales e internacionales más destacadas. Acompañadas de análisis y reportajes.

## Equipo

### Presentadores
| Presentadora        | Información                        | Duración (años) | Programas       |
| Presentadora        | Información                        | 2022            | Programas       |
| ------------------- | ---------------------------------- | --------------- | --------------- |
| Frank Blanco        | Presentador de Lo más              |                 | Programa 1 - 19 |
| Verónica Dulanto    | Presentadora de La hora del salseo |                 | Programa 1 - 19 |
| Marta González Novo | Presentadora de Informados         |                 | Programa 1 - 19 |

### Colaboradores/as deLo más
|                    | Información                      | Logo de Telecinco |
| Año                |                                  | 2022              |
| ------------------ | -------------------------------- | ----------------- |
| Alejandra Castelló | Colaboradora de televisión       |                   |
| Amor Romeira       | Concursante de Gran Hermano 9    |                   |
| Carolina Ferre     | Periodista                       |                   |
| Cristina Porta     | Colaboradora de televisión       |                   |
| Enric Lucena       | Periodista                       |                   |
| Nando Escribano    | Periodista                       |                   |
| Rebeca Pous        | Cantante                         |                   |
| Sol Macaluso       | Periodista                       |                   |
| Xenon Spain        | Actriz, presentadora y humorista |                   |

### Colaboradores/as deLa hora del salseo
|                        | Información                             | Logo de Telecinco |
| Año                    |                                         | 2022              |
| ---------------------- | --------------------------------------- | ----------------- |
| Alba Carrillo          | Modelo y presentadora de televisión     |                   |
| Alexia Rivas           | Periodista y colaboradora de televisión |                   |
| Amor Romeira           | Concursante de Gran Hermano 9           |                   |
| Aurelio Manzano        | Periodista                              |                   |
| Antonio Rossi          | Periodista                              |                   |
| Beatriz Cortázar       | Periodista y colaboradora de televisión |                   |
| Gemma Fernández        | Periodista                              |                   |
| Gloria Camila Ortega   | Hija de Rocío Jurado                    |                   |
| Iván González          | Tronista de MyHyV                       |                   |
| Iván Reboso            | Periodista                              |                   |
| Jorge Moreno           | Periodista                              |                   |
| Lorena Vázquez         | Periodista                              |                   |
| Marisa Martín Blázquez | Periodista                              |                   |
| Marta López            | Colaboradora de televisión              |                   |
| Miguel Ángel Nicolás   | Colaborador de televisión               |                   |
| Paloma Barrientos      | Periodista                              |                   |
| Paloma García-Pelayo   | Periodista                              |                   |
| Pepe del Real          | Periodista                              |                   |
| Saúl Ortiz             | Periodista                              |                   |
| Ana María Aldón        | Diseñadora y mujer de José Ortega Cano  |                   |

### Colaboradores/as deInformados
|                      | Información                             | Logo de Telecinco |
| Año                  |                                         | 2022              |
| -------------------- | --------------------------------------- | ----------------- |
| Alberto Sotillos     | Periodista                              |                   |
| Alfonso Egea         | Periodista                              |                   |
| Andrea Levy          | Abogada y política                      |                   |
| Beatriz Cortázar     | Periodista y colaboradora de televisión |                   |
| Cristina Fallarás    | Periodista                              |                   |
| David Alemán         | Periodista y escritor                   |                   |
| Elisa Vigil          | Abogada y política                      |                   |
| María Jamardo        | Periodista                              |                   |
| María José Landaburu | Abogada y política                      |                   |
| Nacho Galán          | Periodista                              |                   |
| Patricia Godino      | Periodista                              |                   |
| Rosemary Alker       | Meteoróloga y presentadora              |                   |
| Saúl Ortiz           | Periodista                              |                   |

## Temporadas y audiencias
| Temporada | Temporada | Programas | Estreno             | Final                    | Audiencia media | Audiencia media | Audiencia media |
| Temporada | Temporada | Programas | Estreno             | Final                    | Espectadores    | Cuota           |                 |
| --------- | --------- | --------- | ------------------- | ------------------------ | --------------- | --------------- | --------------- |
|           | 1         | 19        | 30 de julio de 2022 | 25 de septiembre de 2022 | 935 000         | 11,0%           |                 |

## Audiencias
| N.º | Fecha de emisión         | Audiencia         |
| --- | ------------------------ | ----------------- |
| 1   | 30 de julio de 2022      | 1 073 000 (13,0%) |
| 2   | 31 de julio de 2022      | 1 097 000 (12,4%) |
| 3   | 6 de agosto de 2022      | 790 000 (10,5%)   |
| 4   | 7 de agosto de 2022      | 820 000 (10,1%)   |
| 5   | 13 de agosto de 2022     | 756 000 (10,2%)   |
| 6   | 14 de agosto de 2022     | 741 000 (9,4%)    |
| 7   | 15 de agosto de 2022     | 778 000 (9,5%)    |
| 8   | 20 de agosto de 2022     | 751 000 (9,8%)    |
| 9   | 21 de agosto de 2022     | 995 000 (11,9%)   |
| 10  | 27 de agosto de 2022     | 801 000 (10,4%)   |
| 11  | 28 de agosto de 2022     | 996 000 (11,7%)   |
| 12  | 3 de septiembre de 2022  | 740 000 (8,7%)    |
| 13  | 4 de septiembre de 2022  | 1 096 000 (12,0%) |
| 14  | 10 de septiembre de 2022 | 978 000 (11,5%)   |
| 15  | 11 de septiembre de 2022 | 1 043 000 (11,4%) |
| 16  | 17 de septiembre de 2022 | 915 000 (10,9%)   |
| 17  | 18 de septiembre de 2022 | 1 085 000 (11,6%) |
| 18  | 24 de septiembre de 2022 | 1 095 000 (11,8%) |
| 19  | 25 de septiembre de 2022 | 1 206 000 (11,8%) |